# Rageth Christoffel
Rageth Christoffel (* 26. Juni 1810 in Scheid GR; † 29. Januar 1875 in Wintersingen) war ein Schweizer reformierter Pfarrer und Pädagoge.

## Leben
Rageth Christoffel wurde als Sohn des Bündner Landwirts Thomas Christoffel und seiner Frau Agnes Ragut Tscharner geboren. 1836 wurde Rageth Christoffel in die evangelisch-rätische Synode aufgenommen und wurde noch im gleichen Jahr Pfarrer in Almens.
Da Christoffels Interesse auf dem Gebiet der Förderung des Schulwesens lag, gab er 1840 das Pfarramt auf, um sich der Schule zu widmen und wurde Direktor der Erziehungsanstalt in Hofwil. 1843 war Christoffel kurzzeitig als Sekundarlehrer an einer Schule in Kleindietwil tätig,  bevor er im gleichen Jahr Rektor einer Schule in Schöftland wurde. 1847 kehrte er in das Pfarramt zurück und wurde Pfarrer in Wintersingen, wo er bis zu seinem Tod  29. Januar 1875 tätig war.

## Werke
- Das Heil des Vaterlandes (Zofingen 1842)
- Auswahl aus Zwinglis Schriften (Zürich 1843)
- Pestalozzi (Zürich 1846)
- Das Religionsgespräch zu Bern 1528 (Bern 1853)
- Charakterbilder aus der Reformationsgeschichte Italiens (Erlangen 1865)
- Giovanni Mollio, Luigi Pasquali und Pietro Carnesecchi in Evangelischer Kalender (Berlin 1865)